# بن برس
بن برس (انگلیسی: Ben Barres; ۱۳ سپتامبر ۱۹۵۴ – ۲۷ دسامبر ۲۰۱۷) دانشمند در زمینه علوم اعصاب دانشگاه استنفورد اهل ایالات متحده آمریکا بود. پژوهش‌های وی روی برهم‌کنش یاخته عصبی و یاخته گلیال در دستگاه عصبی است. در اوایل سال ۲۰۰۸ وی دبیر دپارتمان عصب‌شناسی دانشکده پزشکی دانشگاه استنفورد بود. وی در سال ۱۹۹۷ به عنوان مرد ترنس آشکارسازی کرد و یک مرد ترنس است. با عضویت وی در آکادمی ملی علوم در سال ۲۰۱۳ وی اولین شخص علناً ترنس‌جندری است به چنین مقامی می‌رسد.